# Susegana
Susegana é uma comuna italiana da região do Vêneto, província de Treviso, com cerca de 10.765 habitantes. Estende-se por uma área de 44 km², tendo uma densidade populacional de 245 hab/km². Faz fronteira com Conegliano, Nervesa della Battaglia, Pieve di Soligo, Refrontolo, San Pietro di Feletto, Santa Lucia di Piave, Sernaglia della Battaglia, Spresiano.

## Demografia
| Variação demográfica do município entre 1861 e 2011                               |
|                                                                                   |
| Fonte: Istituto Nazionale di Statistica (ISTAT) - Elaboração gráfica da Wikipedia |